# NGC 5413
NGC 5413 ist eine Elliptische Galaxie vom Hubble-Typ E im Sternbild Drache. Sie ist schätzungsweise 435 Millionen Lichtjahre von der Milchstraße entfernt.
Das Objekt wurde am 2. April 1832 von John Herschel entdeckt.